# Paspalum azuayense
Paspalum azuayense là một loài cỏ thuộc họ Poaceae.
Loài này chỉ có ở Ecuador.